# Sabbatsmorgon stilla
Sabbatsmorgon stilla är en psalm med text skriven 1920 av Herman Råbergh och musik skriven 1874 av Ira David Sankey. Texten bearbetades 1920.

## Publicerad i
- Psalmer och sånger 1987 som nr 447 under rubriken "Kyrkan och nådemedlen - Helg och gudstjänst".[1]